# Rotonda scriitorilor
Rotonda scriitorilor (cunoscută inițial sub denumirea de Rondul Roman) este un ansamblu monumental, care a fost inaugurat pe 27 iunie 1943 în Parcul Cișmigiu din București, în timpul mandatului primarului Bucureștiului Ion Rășcanu, din inițiativa ministrului educației naționale, Ion Petrovici.

## Prezentare
Rondul roman este o platformă circulară creată după model englezesc, care poartă din 1943 numele de „Rotonda scriitorilor” (sau „Rondul scriitorilor”). Ansamblul constă dintr-o alee circulară cu raza de aproximativ 30 de metri; în mijloc, se află un rond de gazon al cărui centru e marcat de un vas ornamental de lut ce seamănă cu un chiup antic. Sunt așezate în jurul cercului 12 busturi de marmură la distanțe egale, pe postamente identice, paralelipipedice, de 2,40 metri înălțime tăiate în piatră de Muscel, reprezentând 12 scriitori și oameni de cultură români. Fiecare nume de scriitor e însoțit de numele sculptorului, inscripționat discret în lateralul busturilor:
- Vasile Alecsandri - sculptor Theodor Burcă;
- Nicolae Bălcescu - sculptor Constantin Baraschi;
- Ion Luca Caragiale - sculptor Oscar Späthe;
- Ion Creangă - sculptor Ion Jiga;
- George Coșbuc - sculptor Ion Grigore Popovici;
- Mihai Eminescu - sculptor Ion Jalea;
- Bogdan Petriceicu Hasdeu - sculptor Mihai Onofrei;
- Ștefan Octavian Iosif - sculptor Cornel Medrea;
- Titu Maiorescu - sculptor Ion Dimitriu-Bârlad;
- Alexandru Odobescu - sculptorița Milița Petrașcu;
- Alexandru Vlahuță - sculptor Oscar Han;
- Duiliu Zamfirescu - sculptor Alexandru Călinescu.

La inaugurare, pe locul ocupat acum de Ion Creangă se afla bustul lui Octavian Goga, dăltuit de Ion Jalea. După 1944, prezența în spațiul public a unui bust al lui Goga devenise inoportună (Goga a fost prim-ministru între decembrie 1937 și februarie 1938), astfel că, după ce într-o noapte a fost mutilat cu ciocanul, bustul a fost înlăturat, soclul rămânând gol un bun număr de ani, până când, în deceniul 6, a fost instalat pe el bustul lui Ion Creangă.
Pe socluri este înscris numele celui reprezentat și anii între care a trăit. Mai toți scriitorii sunt înfățișați frontal și simetric, într-o manieră realist-convențională. O unică tentativă, nu foarte accentuată, de idealizare simbolică prezintă bustul lui Eminescu. Singurul care iese din tipic, este Caragiale, pe care Oscar Späthe l-a reprezentat purtând căciulă, cu capul întors spre stânga și cu privirea îndreptată în sus.
Bustul lui Eminescu este singurul bust care a fost mutilat, de un "inteligent", având o ciobitură vizibilă pe bărbie (actualmente este remediată).

## Monumente istorice
Toate busturile din rotondă au fost declarate monument istoric de for public și înscrise în Lista monumentelor istorice 2010 - Municipiul București - la nr. crt. 2351-2362.. În enumerarea de mai jos, fiecare bust apare însoțit de codul LMI atribuit: 
- Vasile Alecsandri - B-III-m-B-20032
- Nicolae Bălcescu - B-III-m-B-20033
- Ion Luca Caragiale - B-III-m-B-20034
- Ion Creangă - B-III-m-B-20035
- George Coșbuc - B-III-m-B-20036
- Mihai Eminescu - B-III-m-B-20037
- Bogdan Petriceicu Hașdeu - B-III-m-B-20038
- Ștefan Octavian Iosif - B-III-m-B-20039
- Titu Maiorescu - B-III-m-B-20040
- Alexandru Odobescu - B-III-m-B-20041
- Alexandru Vlahuță - B-III-m-B-20042
- Duiliu Zamfirescu - B-III-m-B-20043

## Sunet și lumină
Ziarul Scânteia din 18 iulie 1989 relata că Teatrul Mic a prezentat în rotondă un spectacolul de sunet și lumină, intitulat „Cântăm România de astăzi“. Au fost citite pagini din operele unor scriitori ale căror busturi se află în rotondă, selectate de scenaristul și regizorul Constantin Dinescu. Olga Tudorache, Leopoldina Bălănuță, Mariana Cercel, Maria Ploae, Dan Condurache, Mitică Popescu și Vistrian Roman au recitat versuri de poezie contemporană. S-au difuzat cântece despre „munca eroică a constructorilor socialismului“, selectate de Andrei Ghiorghiu.

## Alte rotonde

### Rotonda din Roman
Mai există o rotondă a scriitorilor și în Parcul Municipal din Roman, realizată prin Fondul Plastic Iași, constituită din 10 busturi, reprezentându-i pe Miron Costin, Mihail Kogălniceanu, Alecsandri, Caragiale, Vlahuță, Coșbuc, Sadoveanu, Creangă, Eminescu, Enescu, la care se adaugă monumentul lui Ion Ionescu de la Brad.

### Rotonda din Botoșani
„Rotonda personalităților” din parcul Mihai Eminescu al municipiului Botoșani, compusă din 15 lucrări ale sculptorului Marcel Mănăstireanu reprezentând scriitori, istorici, botaniști sau pictori, botoșăneni la origine.

### Rotonda scriitorilor români din exil
În Canada, la Hamilton, Ontario, există „Rotonda scriitorilor români din exil”, cu busturile lui Aron Cotruș, George Donev, Vasile Posteucă, Mircea Eliade și Vintilă Horia, realizate de sculptorul Nicăpetre.

## Galerie de imagini

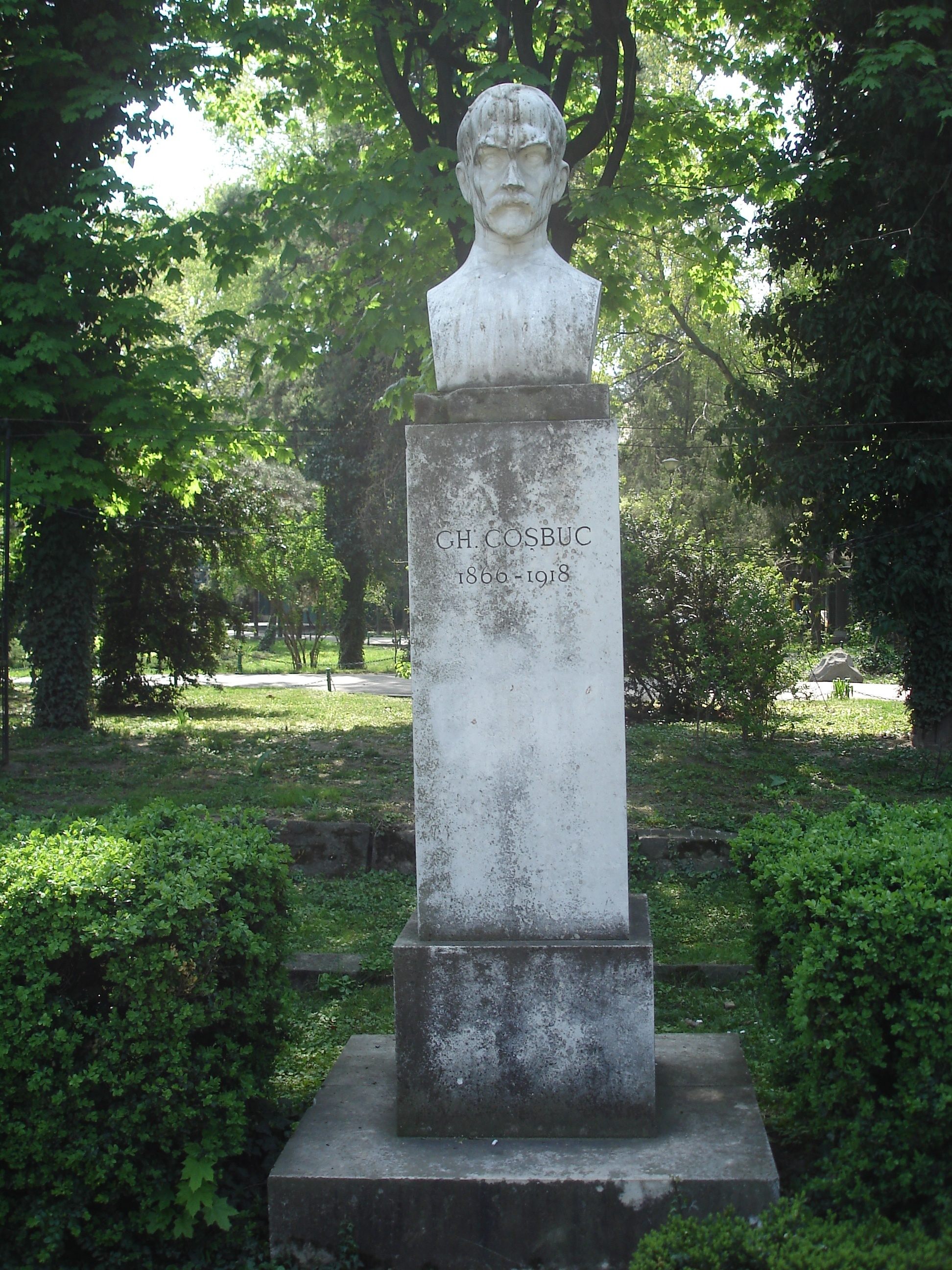
Bustul lui Gh. Coşbuc Sculptor: Ion Grigore Popovici
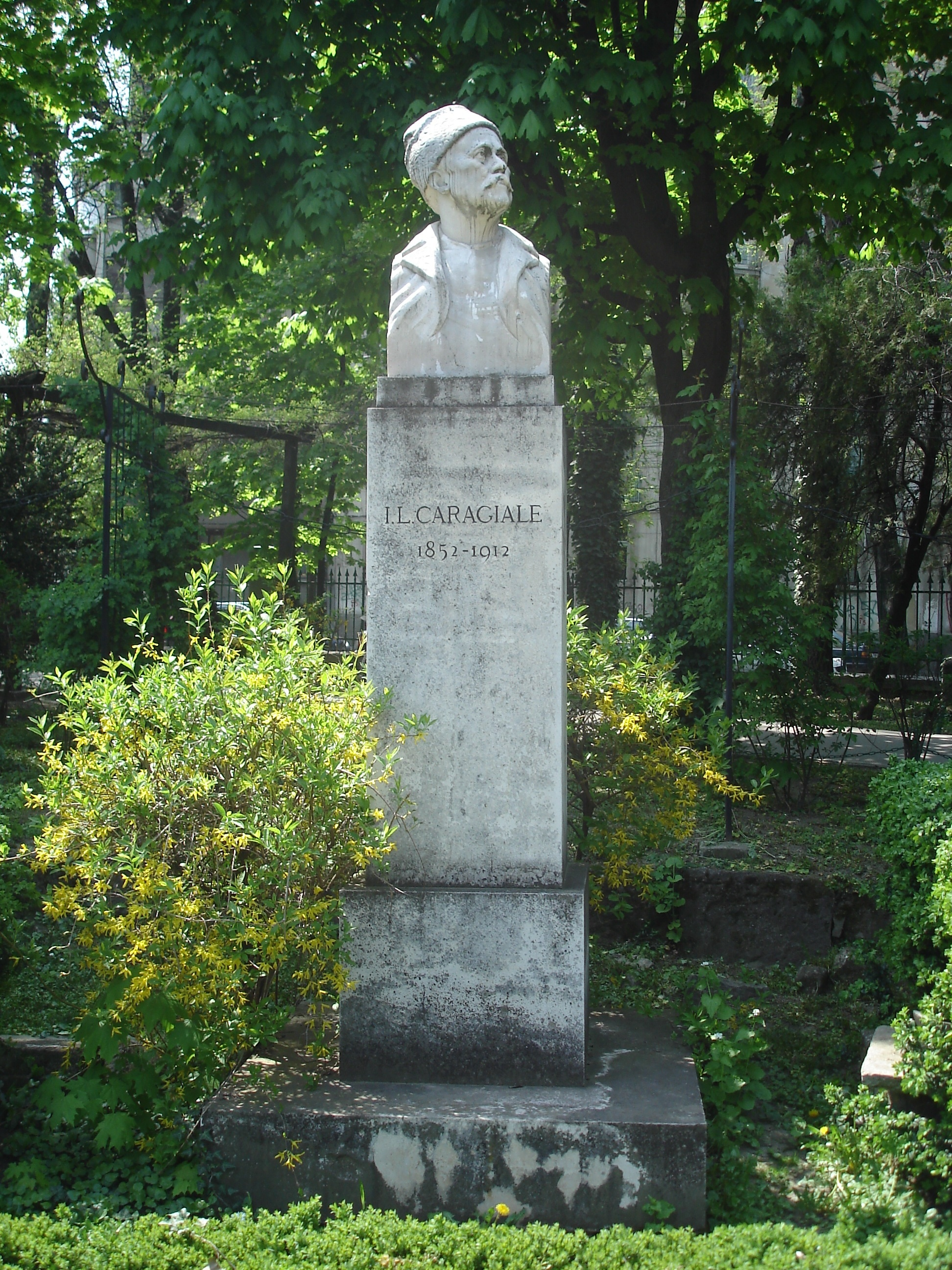
Bustul lui I.L. Caragiale Sculptor: Oscar Späthe
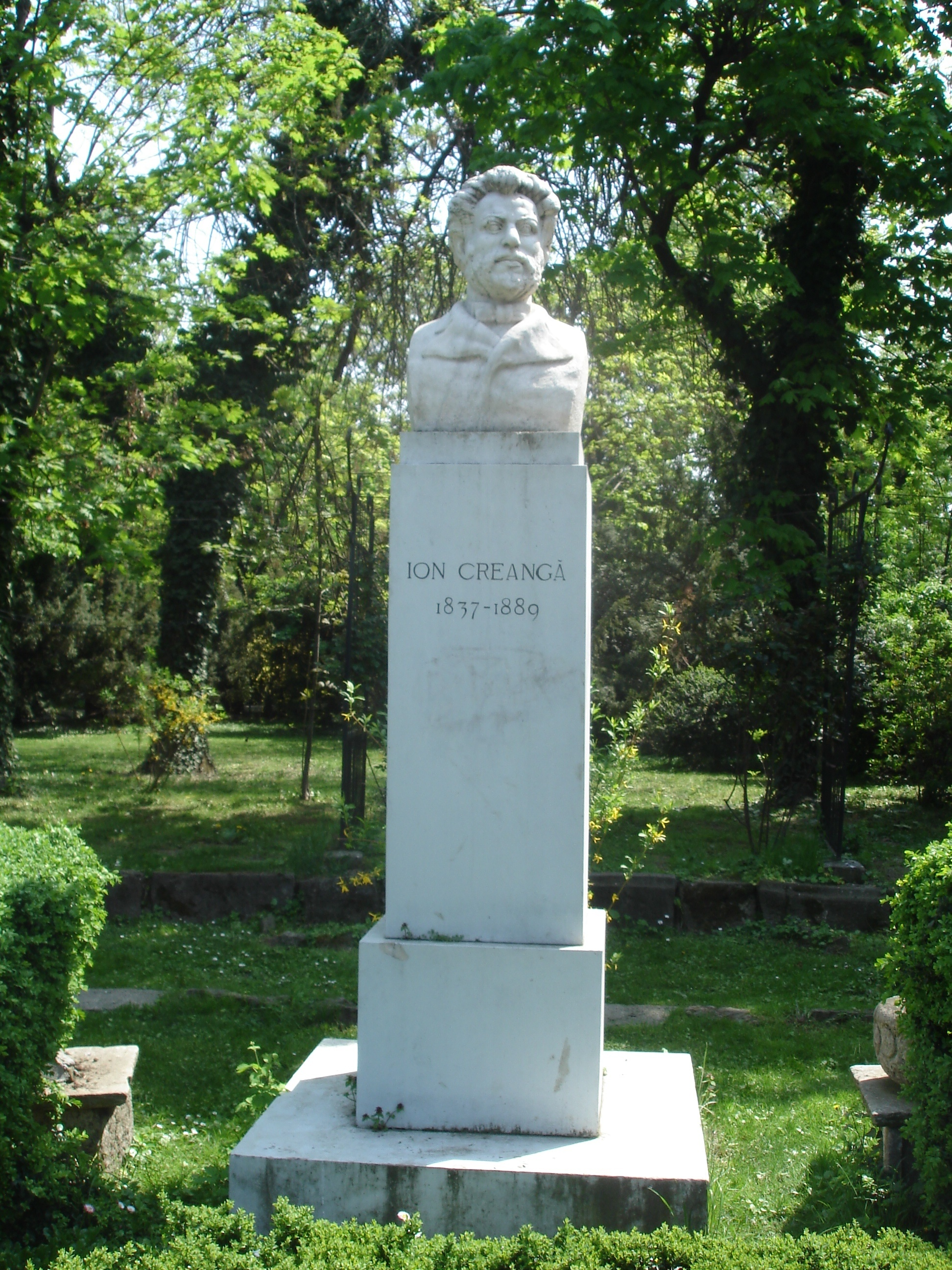
Bustul lui Ion Creangă Sculptor: Ion Jinga
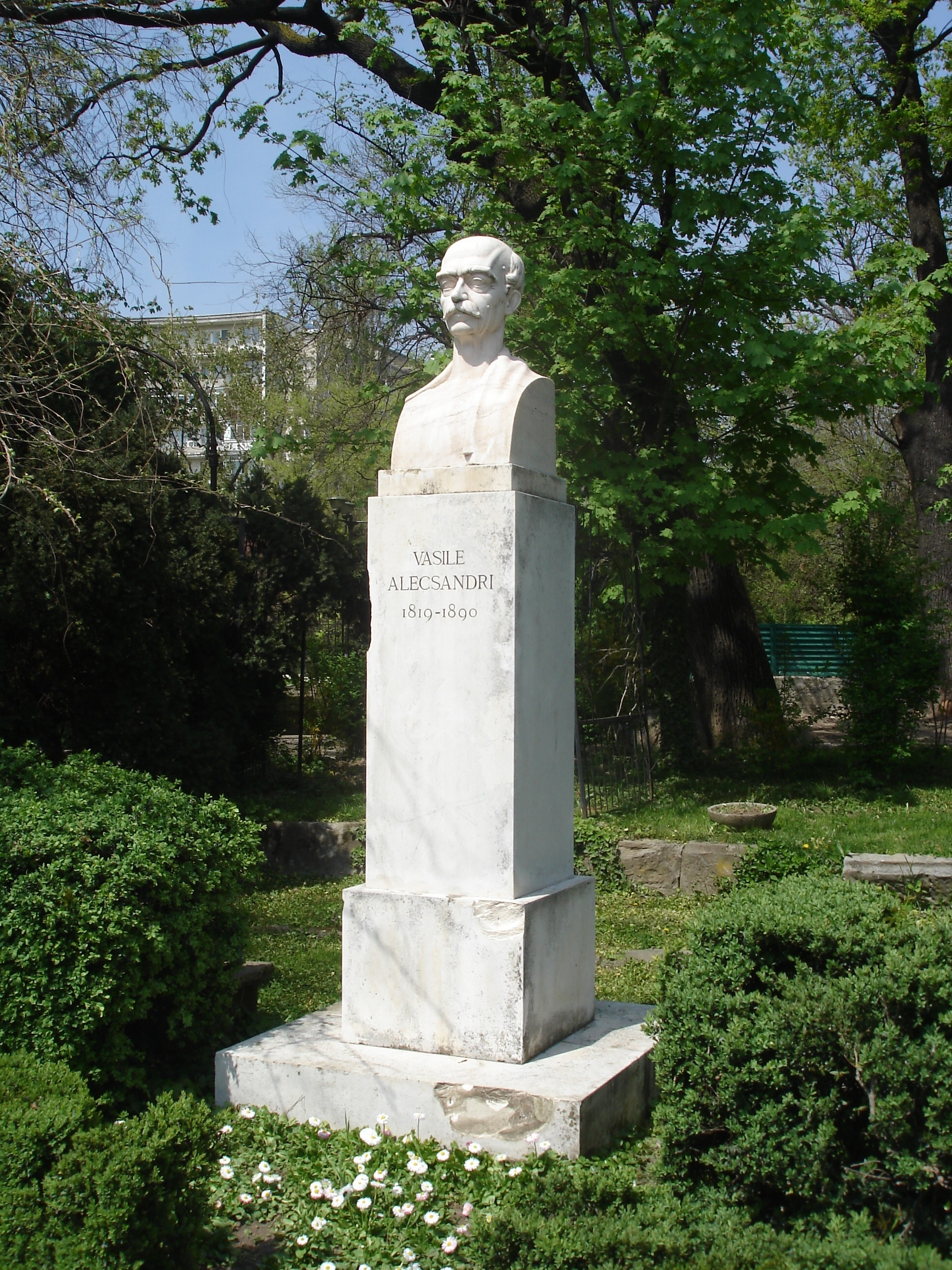
Bustul lui Vasile Alecsandri Sculptor: Teodor Burcă